# Maxwell Communication
Maxwell Communication Corporation plc était une société de médias britannique. Elle était cotée à la Bourse de Londres et faisait partie de l'indice FTSE 100. Elle s'est effondrée en 1991 après le décès de son propriétaire fondateur Robert Maxwell.

## Histoire

### Les débuts
La société a été fondée en 1964 lorsque la maison d'édition Hazell Sun a fusionné avec l'une des plus importantes imprimeries Purnell & Sons (qui possédait également l'éditeur de livres Macdonald) pour former la British Printing Corporation. En 1967, la British Printing Corporation fusionne ses magazines avec Haymarket Group. Au cours des années 1970, la British Printing Corporation est impliquée dans de nombreux conflits avec les syndicats. En 1978, un tel conflit a conduit à un arrêt de la publication du quotidien The Times et de l'hebdomadaire The Sunday Times pendant dix mois.

### L'expansion de la société de Robert Maxwell
En juillet 1981, Robert Maxwell lance un raid sur la société, rachetant une participation de 29 % ; l'année suivante, il en obtint le contrôle total. En mars 1982, il renomme la société en British Printing & Communications Corporation puis Maxwell Communication Corporation en octobre 1987.
En 1988, la société rachète Macmillan Inc., un grand éditeur américain. Elle rachète ensuite Science Research Associates (SRA) à IBM et l'Official Airline Guide (OAG) à Dun & Bradstreet. SRA a été cédée à une co-entreprise de Maxwell's Macmillan et McGraw-Hill Education l'année suivante.

### Administration judiciaire et suites juridiques
En 1991, après le décès de Robert Maxwell, la société Maxwell Communication Corporation plc est placée en liquidation judiciaire. Ses sociétés sont vendues à diverses sociétés de médias :
- Time Warner Inc., société mère de Little, Brown and Company, a acheté Macdonald[8],
- McGraw-Hill Education a acheté les parts de Macmillan/McGraw Hill qu'elle ne possédait pas encore en totalité,
- Reed Elsevier a acheté OAG[9],
- Macmillan a été intégrée dans Simon & Schuster[10].

En 1999, les tribunaux britanniques ont déterminé que Coopers & Lybrand avait commis de graves erreurs lors de leurs audits du groupe de sociétés Maxwell et ont infligé à Coopers & Lybrand une amende record de 3,3 millions de £ivres sterling.